# ポール・ボンタン
ポール・ボンタン（Paul Pierre Bontemps、1902年11月16日 – 1981年4月25日）は、フランスの陸上競技選手である。彼は、1924年に開催されたパリオリンピックの3000メートル障害走で銅メダルを獲得した。

## 経歴
中距離走や3000メートル障害走の選手として知られていたボンタンは、パリオリンピック直前の6月9日に3000メートル障害走で当時の世界記録に当たる9分33秒4を記録して、オリンピックに臨むことになった。
パリオリンピックでの3000メートル障害走は、9つの国から19人の選手が出場して7月7日に予選、7月9日に決勝が行われた。ボンタンは予選1組で、フィンランド代表のエリアス・カッツに続いて9分47秒2の記録で2位となり、決勝に進んだ。決勝では予選を勝ち抜いた9人の選手が競った。ボンタンは9分45秒2と予選より記録を伸ばしたものの、フィンランド代表のビレ・リトラとエリアス・カッツに敗れて銅メダルを獲得した。
このオリンピックでは他に3000メートル団体にも出場したが、決勝には勝ち残ったものの4位となってメダルを逃している。